# Інститут менеджменту якості повітря
Інститут менеджменту якості повітря (ІМЯП; англ. The Institute of Air Quality Management, IAQM — британська організація з дослідження якості повітря, заснована в листопаді 2002 року з метою координації діяльності всіх фахівців із якості повітря. ІМЯП є найбільшої спеціалізованою організацією для фахівців із якості повітря у Великій Британії, а також є авторитетним органом у цій галузі.